# Ganges, Hérault
Ganges (occitanska: Gange) är en kommun i departementet Hérault i regionen Occitanien i södra Frankrike. Kommunen ligger i kantonen Ganges som tillhör arrondissementet Lodève. År 2022 hade Ganges 3 854 invånare.

## Befolkningsutveckling
Antalet invånare i kommunen Ganges
Referens:INSEE